# Kémiai egyenlet
A kémiai egyenletek vagy reakcióegyenletek a kémiai reakciók kvalitatív (minőségi) és kvantitatív (mennyiségi) megfogalmazása.
Például a metán égése oxigénben:
{\displaystyle \mathrm {CH_{4}(g)+2\ O_{2}(g)\rightarrow CO_{2}(g)+2\ H_{2}O(g)+Q} }     ..............(ΔH < 0)
és a reverzibilis (megfordítható) Haber-folyamat, az ammóniaszintézis:
{\displaystyle \mathrm {N_{2}(g)+3\ H_{2}(g)\rightleftharpoons 2\ NH_{3}(g)} }
Az egyenletekbe írt energetikai tag, pl. a metán égésénél a Q reakcióhő, sokszor elhagyásra kerül.
Az ilyen termokémiai reakciókban feltüntethető a reakció során bekövetkezett ΔH entalpiaváltozás is. 
Az exoterm reakciókban (pl. a metán égése) a reakcióhő pozitív értékű, mert hő szabadul fel.
A ΔH entalpiaváltozás viszont negatív előjelű, mert a rendszer ugyanakkor egy alacsonyabb, tehát stabilabb energiaállapotba jut.
Hasonló opcionális rész lehet a reakció feltételeit leíró összegzés, valamint a katalizátor jelenléte. Amennyiben ezek feltüntetésre kerülnek, úgy a reakcióegyenlet irányát kifejező nyíl fölé és/vagy alá kerülhetnek. 
A Haber által kidolgozott ammóniaszintézist pl. 200 atmoszféra nyomáson hajtják végre finom-eloszlású vaspor katalizátor jelenlétében, megfelelő hőmérsékleten.

## A tömegmegmaradás
A tömegmegmaradás törvénye azt mondja ki, hogy a kiindulási anyagok tömege megegyezik a termékek tömegével. Ezt az egyenletnek is tükröznie kell. Ennek érdekében használnak együtthatókat az elemek és vegyületek vegyjelei előtt. Ezek egyaránt jelenthetik a mólarányokat, illetve a molekulák darabszámát.

## A kémiai egyenletek értelmezése
A tagokban az első szám, az együttható mutatja, hogy hány molekula vagy egyéb részecske szerepel az egyenletben. Ha az együttható értéke 1, akkor feltüntetése elhagyható. A vegyjelek a periódusos rendszer elemeit jelölik, alsó indexük pedig azt mutatja, hány ilyen atom szerepel a molekulában.
Például a 3H2O kifejezés 3 vízmolekulát (vagy 3 mólnyi vizet) jelöl.